# Dysschema talboti
Dysschema talboti är en fjärilsart som beskrevs av Paul Dognin 1922. Dysschema talboti ingår i släktet Dysschema och familjen björnspinnare. Inga underarter finns listade i Catalogue of Life.